# Neckeropsis subdisticha
Neckeropsis subdisticha là một loài Rêu trong họ Neckeraceae. Loài này được (Besch.) M. Fleisch. miêu tả khoa học đầu tiên năm 1908.